# Canwick
Canwick – wieś w Anglii, w hrabstwie Lincolnshire, w dystrykcie North Kesteven. Leży 3 km na południowy wschód od Lincoln i 192 km na północ od Londynu.